# Clausthal-Zellerfeld
Clausthal-Zellerfeld é uma cidade da Alemanha, no distrito de Goslar do estado de Baixa Saxônia (Niedersachsen). É membro e sede do Samtgemeinde de Oberharz. Encontra-se localizada na parte sudoeste das Montanhas Altas de Harz. Tem uma população de 15.006 habitantes (2006).

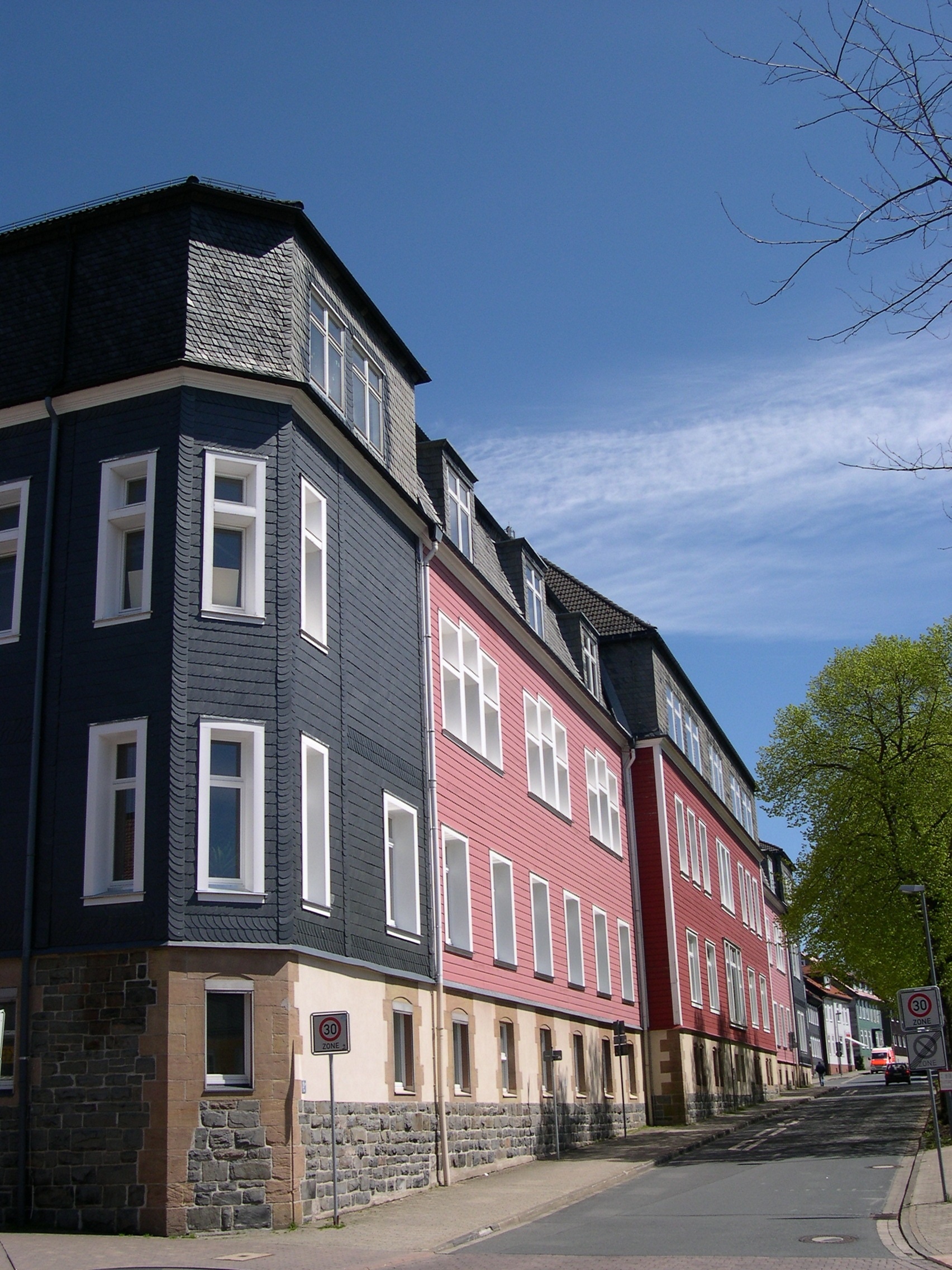
Edifício principal da universidade

O nome Clausthal-Zellerfeld resultou da união das cidades Clausthal (lugar de nascimento do médico, patologista e bacteriologista alemão Robert Koch) e Zellerfeld em 1924 para formar uma única unidade administrativa, mas continuam a constituir duas entidades separadas. Clausthal é bem conhecida pela sua antiga universidade (Technische Universität Clausthal) e pelos seus edifícios magníficos, enquanto Zellerfeld é uma típica estância turística de inverno. 
A mineração nesta área começou no século XVI. Só terminou em 1930 por se terem esgotado os depósitos. Hoje, permanecem vastos vestígios das minas, agora transformados em museus. A universidade de Clausthal foi fundada em 1763 para o ensino da engenharia de minas. Hoje, é uma universidade técnica dedicada ao ensino da engenharia. 
É também cidade natal de Henrique Guilherme Fernando Halfeld , engenheiro alemão considerado fundador da cidade de Juiz de Fora, estado de Minas Gerais Brasil.

## Personalidades
- Robert Koch (1843-1910), Prémio Nobel de Fisiologia ou Medicina de 1905